# Liste der Kulturdenkmäler in Solms
Die folgende Liste enthält die in der Denkmaltopographie ausgewiesenen Kulturdenkmäler auf dem Gebiet  der  Stadt Solms, Lahn-Dill-Kreis, Hessen.
Hinweis: Die Reihenfolge der Denkmäler in dieser Liste orientiert sich zunächst an Stadtteilen und anschließend der Anschrift, alternativ ist sie auch nach der Bezeichnung, der vom Landesamt für Denkmalpflege vergebenen Nummer oder der Bauzeit sortierbar.
Kulturdenkmäler werden fortlaufend im Denkmalverzeichnis des Landes Hessen durch das Landesamt für Denkmalpflege Hessen auf Basis des Hessischen Denkmalschutzgesetzes (HDSchG) geführt. Die Schutzwürdigkeit eines Kulturdenkmals hängt nicht von der Eintragung in das Denkmalverzeichnis des Landes Hessen oder der Veröffentlichung in der Denkmaltopographie ab.

## Kulturdenkmäler nach Ortsteilen

### Albshausen
| Bild                                          | Bezeichnung                                   | Lage                                                                                             | Beschreibung | Bauzeit           | Objekt-Nr. |
| --------------------------------------------- | --------------------------------------------- | ------------------------------------------------------------------------------------------------ | --- | ----------------- | ---------- |
| Bild gesucht BW                               | Sachgesamtheit Eisenbahn, Lahntalbach III     | Albshausen, Eisenbahn LageFlur: 1, 2, 3, 12, Flurstück: 159, 4, 5, 6, 47, 48/3, 48/6, 78/3, 78/5 | |                   | 953287 DDB |
| Gesamtanlage Bereich Evangelische Pfarrkirche | Gesamtanlage Bereich Evangelische Pfarrkirche | Albshausen, Gesamtanlage Bereich Evangelische Pfarrkirche Lage                                   | In der kleinen Gesamtanlage sind die Kirche mit dem etwa gleichzeitig entstandenen Friedhof, die südlich davon gelegenen Grünflächen und das Pfarrhaus zu einer inhaltlichen und funktionalen Einheit zusammengefasst. Für den Friedhof nördlich der Kirche ist neben den Resten der Ummauerung vor allem das einfache, überdachte Portal an der Braunfelser Straße wichtig, das über eine Rotdornallee die Achsenbeziehung zu dem 1956 entstandenen Kriegerdenkmal herstellt. Dieses liegt eingebunden in eine halbkreisförmige Hecke in einer waldartigen Grünanlage mit einigen vermutlich etwa tausend Jahre alten Eichen. Weitere fünf Eichen wurden 1897 anlässlich des 100. Geburtstages von Kaiser Wilhelm I. gepflanzt. Auch der axial auf die Kirche zulaufende Hauptweg öffnet sich zu einem von Hecken halbkreisförmig gerahmten Vorplatz. Anlässlich der pfarramtlichen Loslösung von Oberbiel entstand 1954 ein neues Pfarrhaus, das nicht nur mit seiner Architektur, sondern auch mit seiner Lage in der Nähe der Kirche und seinem großen Zier- und Nutzgarten traditionellen Vorstellungen folgt. Kulturdenkmal aus geschichtlichen Gründen. |                   | 646211 DDB |
| weitere Bilder                                | Evangelische Pfarrkirche                      | Albshausen, Laubacher Weg 4, Kühweide LageFlur: 10, Flurstück: 57, 58                            | Die abseits des alten Ortskernes gelegene Kirche entstand 1923 bis 1930 nach Plänen von Kirchenbaumeister Ludwig Hofmann aus Herborn, der ebenfalls in Braunfels Philippstein tätig war. Initiiert durch eine großzügige Spende des nach Amerika ausgewanderten Peter Friedrich Hormel konnte der Bau aufgrund der Inflation erst nach längerer Verzögerung und Planreduzierung fertig gestellt werden. Der einfache barockisierende Saalbau mit großem Walmdach und westlichem Chor erhielt anstelle des vorgesehenen Turmes einen Dachreiter mit Zwiebelhaube. Auffällig sind die zahlreichen Details aus Kunststein, z.B. an den Pfeilern des Eingangsvorbaus. Das Innere mit westlicher Empore ist von einer eingezogenen Tonne überwölbt, der Chor im Gegensatz zu dem hellen Saal nur wenig durchfenstert. Die weit gehend erhaltene, bescheidene Ausstattung der Erbauungszeit wurde 1955 um eine aus Niederwetz stammende Orgel aus der Zeit um 1750 ergänzt. Glasfenster von Ferdinand Müller, Quedlinburg, der auch in Braunfels-Philippstein nachzuweisen ist. Kulturdenkmal aus geschichtlichen und künstlerischen Gründen. | 1923–1930         | 45054 DDB  |
| Grube Laubach                                 | Grube Laubach                                 | Albshausen, Laubacher Weg 28, Hinterste Wald LageFlur: 8, 10, Flurstück: 40, 41                  | Zu den wenigen erhaltenen Grubenanlagen im Altkreis Wetzlar gehört neben der Grube Maria bei Leun und der Grube Heinrichsegen bei Ehringshausen die Grube Laubach am südlichen Ortsende von Albshausen. 1852 erstmals verliehen, kam sie 1872 an die Firma Friedrich Krupp. Der Abbau des Roteisensteinlagers erfolgte mit Unterbrechungen, bis der 1903 bis 1909 entstandene Friedrich-Alfred-Stollen einen effektiveren Untertageabbau erlaubte. Von hier aus wurde das Erz bis zur Stilllegung der Anlage 1962 per Bahn zum Bahnhof Albshausen transportiert. Als Zeugnisse für den einst so wichtigen Wirtschaftszweig sind vor allem die Bauten des unteren Zechenplatzes hervorzuheben, deren einfache, funktionale Architektur für die Bauaufgabe typisch ist. Die am östlichen Hang gelegenen, langgestreckten Fachwerkbauten dienten ursprünglich als Zechenhaus und Waschkaue; Reste von verzierten Ortgangziegeln. Westlich gegenüber liegt die Erzaufbereitung, ein massives, teilweise holzverkleidetes Gebäude. Südlich davon hat sich am Hang das Mundloch des Friedrich-Alfred-Stollens mit einer elliptisch geformten Bogenöffnung in einer groben Quader bzw. Eisenbetonmauer erhalten. Die Inschriftentafel mit Namenszug und Datierung 1903 ist verschwunden. Kulturdenkmal aus geschichtlichen und technischen Gründen. | 1852              | 45055 DDB  |
| Ehemaliges Jagdhaus Dr. Roth, Kinderheim      | Ehemaliges Jagdhaus Dr. Roth, Kinderheim      | Albshausen, Münchberg 4 LageFlur: 10, Flurstück: 74                                              | Das für den Bergwerksdirektor Dr. Ludwig Roth wohl kurz nach dem Ersten Weltkrieg errichtete Jagdhaus kam bereits 1926 in den Besitz der Stadt Wetzlar und wurde zum Kinderheim umgebaut. Es handelt sich um einen weitläufigen Komplex mit Pförtnerhaus, Lindenallee, Löwenpaar, dem lang gestreckten Stall und Bedientenhaus sowie dem Hauptgebäude. Dieses ist durch Eingeschossigkeit und das hohe, biberschwanzgedeckte Satteldach als Landhaus charakterisiert, wobei der Küchentrakt auffällig abnickt. Dem loggienartigen Eingang antwortet auf der Gartenseite ein zweigeschossiger Risalit. Das Innere mit schöner Treppenhaushalle weit gehend erhalten. Großvolumiger Bau in Anlehnung an die Formensprache von Hermann Muthesius. Kulturdenkmal aus geschichtlichen und künstlerischen Gründen. | 1920              | 45056 DDB  |
|                                               |                                               | Albshausen, Schultheißstraße 5 LageFlur: 4, Flurstück: 54                                        | Das zweigeschossige, giebelständige Fachwerkhaus lässt unter Putz und Verkleidung ein beachtenswertes Fachwerkgefüge des 17. oder 18. Jahrhunderts erwarten. Entsprechende Hinweise ergeben sich aus den relativ kleinen, weit gehend ursprünglichen Fensteröffnungen und der allseitigen Geschossvorkragung. Kulturdenkmal aus geschichtlichen Gründen. | 17. bis 18. Jhdt. | 45057 DDB  |

### Burgsolms
| Bild                | Bezeichnung              | Lage | Beschreibung | Bauzeit              | Objekt-Nr. |
| ------------------- | ------------------------ | --- | --- | -------------------- | ---------- |
| Bild gesucht BW     | Hollmann-Werke           | Burgsolms, Bahnhofsallee 26 und 26a LageFlur: 9, Flurstück: 63/14                                                                                           | |                      | 45060 DDB  |
| weitere Bilder      | Evangelische Pfarrkirche | Burgsolms, Bergstraße 1 LageFlur: 10, Flurstück: 215/6 | Saalbau des Historismus mit diagonal aufgesetztem Dachreiter über dem ersten Westjoch, vorgebautes Westportal mit polygonalen Treppentürmen und eingezogener Rechteckchor im Osten | 1884                 | 45062 DDB  |
| Bild gesucht BW     | Bergschule               | Burgsolms, Bergstraße 14 LageFlur: 15, Flurstück: 36/1 | | 1901                 | 45063 DDB  |
| Bild gesucht BW     | Sachgesamtheit Eisenbahn | Burgsolms, Eisenbahn, Solmsbach (Gew II), Langewies, Bahnhof Solms LageFlur: 1, 2, 5, 9, 11, Flurstück: 33, 101, 50, 175/1, 175/2, 176/4, 51/5–7, 52/1, 1/1 | |                      | 953288 DDB |
| Bild gesucht BW     | Burgsolmser-Tunnel       | Burgsolms, Eisenbahn LageFlur: 15, Flurstück: 42 | |                      | 952689 DDB |
| Bild gesucht BW     | Kriegerdenkmal           | Burgsolms, Friedenstraße 5A LageFlur: 10, Flurstück: 225/2                                                                                                  | |                      | 45065 DDB  |
| Bild gesucht BW     | Katholische Kirche       | Burgsolms, Friedenstraße 7 LageFlur: 10, Flurstück: 4 | erbaut nach Plänen des Architekten Paul Johannbroer aus Wiesbaden | 1956                 | 45064 DDB  |
| Oberndorfer Galgen  | Oberndorfer Galgen       | Burgsolms, Galgenberg (Außerhalb der Ortslage) LageFlur: 13, Flurstück: 29                                                                                  | |                      | 45075 DDB  |
| Bild gesucht BW     | Gesamtanlage             | Burgsolms, Gesamtanlage Lindenstraße/Höllenstraße Lage | |                      | 45059 DDB  |
|                     |                          | Burgsolms, Hollmannstraße 3 LageFlur: 17, Flurstück: 40/1                                                                                                   | | 1908                 | 45066 DDB  |
| Jüdischer Friedhof  | Jüdischer Friedhof       | Burgsolms, In den alten Weingärten LageFlur: 24, Flurstück: 60, 62                                                                                          | |                      | 45061 DDB  |
| Bild gesucht BW     |                          | Burgsolms, Lindenstraße 17 LageFlur: 19, Flurstück: 76/2 | | 1695 bis 1705        | 45067 DDB  |
| Bild gesucht BW     |                          | Burgsolms, Lindenstraße 19 LageFlur: 19, Flurstück: 74/3 | | Ende 17. Jahrhundert | 45068 DDB  |
| Bild gesucht BW     |                          | Burgsolms, Lindenstraße 21 LageFlur: 19, Flurstück: 73 | | Ende 19. Jahrhundert | 45069 DDB  |
| Bild gesucht BW     |                          | Burgsolms, Lindenstraße 24 LageFlur: 19, Flurstück: 30 | | 1699                 | 45070 DDB  |
| Bild gesucht BW     |                          | Burgsolms, Lindenstraße 26 LageFlur: 19, Flurstück: 31/1 | | Ende 17. Jahrhundert | 45071 DDB  |
| Bild gesucht BW     |                          | Burgsolms, Lindenstraße 32 LageFlur: 19, Flurstück: 6/3 | | Ende 17. Jahrhundert | 45072 DDB  |
| Bild gesucht BW     | Baumann-Mühle            | Burgsolms, Mühlweg 8 LageFlur: 15, Flurstück: 71/5 | | 1695 bis 1705        | 45073 DDB  |
| Schleuse Niederbiel | Schleuse Niederbiel      | Burgsolms, Schleusenhand, Konradslach (Außerhalb der Ortslage) LageFlur: 7, Flurstück: 2, 48/2, 49                                                          | |                      | 45076 DDB  |
| Wintersburgstraße 3 |                          | Burgsolms, Wintersburgstraße 3 LageFlur: 19, Flurstück: 68                                                                                                  | | 1625 bis 1675        | 45074 DDB  |

### Niederbiel
| Bild            | Bezeichnung                                                    | Lage                                                                       | Beschreibung | Bauzeit                                                              | Objekt-Nr. |
| --------------- | -------------------------------------------------------------- | -------------------------------------------------------------------------- | ------------ | -------------------------------------------------------------------- | ---------- |
| weitere Bilder  | Evangelische Kirche, ehemals St. Stephan und St. Christophorus | Niederbiel, Am Kirchberg o. Nr. LageFlur: 10, Flurstück: 44, 45/1          |              | romanischer Chorturm, Schiff im 17. Jhd. angebaut, Turmhelm 18. Jhd. | 45082 DDB  |
| Bild gesucht BW | Schweitzer-Kreuz                                               | Niederbiel, Koppel (Außerhalb der Ortslage) LageFlur: 22, Flurstück: 127/1 |              |                                                                      | 45085 DDB  |
| Bild gesucht BW | Brandweiher                                                    | Niederbiel, Ringstraße o. Nr. LageFlur: 12, Flurstück: 525                 |              | Anfang 19. Jahrhundert                                               | 45080 DDB  |
| Bild gesucht BW |                                                                | Niederbiel, Ringstraße 26, 28 LageFlur: 12, Flurstück: 149, 151            |              | 1693                                                                 | 45079 DDB  |
| Bild gesucht BW |                                                                | Niederbiel, Schenkergasse 4, 6 LageFlur: 13, Flurstück: 117/1              |              | 1725 bis 1775                                                        | 45081 DDB  |
| Bild gesucht BW |                                                                | Niederbiel, Weilburger Straße 43 LageFlur: 12, Flurstück: 303/2            |              | 1725 bis 1775                                                        | 45083 DDB  |
| Bild gesucht BW |                                                                | Niederbiel, Weilburger Straße 51 LageFlur: 12, Flurstück: 283/1            |              | 1725 bis 1775                                                        | 45084 DDB  |

### Oberbiel
| Bild                    | Bezeichnung                                      | Lage                                                                                       | Beschreibung | Bauzeit                                      | Objekt-Nr. |
| ----------------------- | ------------------------------------------------ | ------------------------------------------------------------------------------------------ | ------------ | -------------------------------------------- | ---------- |
| Obere Schleuse Oberbiel | Obere Schleuse Oberbiel                          | Oberbiel, An der Schleuse 2, Der Schleusenkanal LageFlur: 10, 12, Flurstück: 129, 180      |              |                                              | 45087 DDB  |
| Elektrizitätswerk       | Elektrizitätswerk                                | Oberbiel, An der Schleuse 4, Betriebsgraben LageFlur: 10, 11, Flurstück: 123, 124, 125, 70 |              | 1923                                         | 45088 DDB  |
| weitere Bilder          | Evangelische Pfarrkirche, ehemals St. Vincentius | Oberbiel, Kirchstraße o. Nr. LageFlur: 7, Flurstück: 100, 101                              |              | mittelalterlicher Chor, Schiff 1784 erneuert | 45090 DDB  |
| Bild gesucht BW         |                                                  | Oberbiel, Kirchstraße 20 LageFlur: 7, Flurstück: 103                                       |              | 1625 bis 1675                                | 45089 DDB  |
| Ehemalige Schule        | Ehemalige Schule                                 | Oberbiel, Wetzlarer Straße 24 LageFlur: 7, Flurstück: 113/2                                |              | 1852                                         | 45091 DDB  |
| Bild gesucht BW         |                                                  | Oberbiel, Wetzlarer Straße 26 LageFlur: 7, Flurstück: 116/1                                |              | 1625 bis 1675                                | 45092 DDB  |
| Bild gesucht BW         |                                                  | Oberbiel, Wetzlarer Straße 28 LageFlur: 7, Flurstück: 122/1                                |              | 1695 bis 1705                                | 45093 DDB  |
| Bild gesucht BW         |                                                  | Oberbiel, Wetzlarer Straße 33 LageFlur: 9, Flurstück: 35/3                                 |              | 1725 bis 1775                                | 45094 DDB  |
| Bild gesucht BW         |                                                  | Oberbiel, Wetzlarer Straße 71 LageFlur: 8, Flurstück: 78                                   |              | 1641                                         | 45095 DDB  |
| Bild gesucht BW         |                                                  | Oberbiel, Wetzlarer Straße 75 LageFlur: 8, Flurstück: 74/3                                 |              | 1725 bis 1775                                | 45096 DDB  |

#### Altenberg
| Bild           | Bezeichnung                  | Lage | Beschreibung | Bauzeit | Objekt-Nr. |
| -------------- | ---------------------------- | --- | ------------ | ------- | ---------- |
| weitere Bilder | Sachgesamtheit Grube Fortuna | Oberbiel – Gemarkung Altenberg, Grube Fortuna LageFlur: 1, Flurstück: 72/2–4, 72/6, 73/6, 73/7, 75/2–4, 77/2 |              |         | 53416 DDB  |

#### Kloster Altenberg
| Bild | Bezeichnung | Lage | Beschreibung | Bauzeit       | Objekt-Nr. |
| --- | --- | --- | ------------ | ------------- | ---------- |
| Bild gesucht BW | Konventgebäude | Oberbiel – Gemarkung Altenberg, Altenberg o. Nr. LageFlur: 3, Flurstück: 50, 51, 52, 53                   |              |               | 45100 DDB  |
| Evangelische Kirche, Kirche des ehemaligen Prämonstratenserinnenstiftes Altenberg, ehemals St. Maria und St. Michael | Evangelische Kirche, Kirche des ehemaligen Prämonstratenserinnenstiftes Altenberg, ehemals St. Maria und St. Michael | Oberbiel – Gemarkung Altenberg, Altenberg o. Nr. LageFlur: 3, Flurstück: 53                               |              | 1245 bis 1255 | 45099 DDB  |
| Bild gesucht BW | Herrenhaus | Oberbiel – Gemarkung Altenberg, Altenberg 1 LageFlur: 3, Flurstück: 44/1                                  |              |               | 45101 DDB  |
| Bild gesucht BW | | Oberbiel – Gemarkung Altenberg, Altenberg 3 LageFlur: 3, Flurstück: 42                                    |              | 1708          | 45102 DDB  |
| Bild gesucht BW | | Oberbiel – Gemarkung Altenberg, Altenberg 5 LageFlur: 3, Flurstück: 44/1                                  |              |               | 45103 DDB  |
| Ehemaliges Forsthaus                                                                                                 | Ehemaliges Forsthaus                                                                                                 | Oberbiel – Gemarkung Altenberg, Altenberg 7 LageFlur: 3, Flurstück: 44/1                                  |              | 1625 bis 1675 | 45104 DDB  |
| weitere Bilder | Gesamtanlage Kloster Altenberg                                                                                       | Oberbiel – Gemarkung Altenberg, Gesamtanlage Kloster Altenberg Lage                                       |              |               | 45098 DDB  |
| Schleuse Altenberg                                                                                                   | Schleuse Altenberg                                                                                                   | Oberbiel – Gemarkung Altenberg, Mühlwasen (Außerhalb der Ortslage) LageFlur: 3, Flurstück: 21, 22/1, 22/2 |              | 1848          | 45105 DDB  |

### Oberndorf
| Bild                                 | Bezeichnung                          | Lage                                                                                  | Beschreibung | Bauzeit | Objekt-Nr. |
| ------------------------------------ | ------------------------------------ | ------------------------------------------------------------------------------------- | --- | --- | ---------- |
| Bahnhof Braunfels-Oberndorf          | Bahnhof Braunfels-Oberndorf          | Oberndorf, Attenbach 1, Attenbach 1A LageFlur: 12, Flurstück: 19/5, 19/6              | | | 45108 DDB  |
| Bild gesucht BW                      | Friedhofsmauer und Portal            | Oberndorf, Aufm Steinacker o. Nr. LageFlur: 3, Flurstück: 89                          | | 1851 bis 1861 | 798618 DDB |
| Ehemalige Schule                     | Ehemalige Schule                     | Oberndorf, Braunfelser Straße 32 LageFlur: 4, Flurstück: 12                           | | 1851 bis 1861 | 45109 DDB  |
|                                      |                                      | Oberndorf, Braunfelser Straße 53 LageFlur: 4, Flurstück: 136                          | | 1695 bis 1705 | 45110 DDB  |
|                                      |                                      | Oberndorf, Braunfelser Straße 54 LageFlur: 15, Flurstück: 51                          | | Anfang 19. Jahrhundert | 45111 DDB  |
| weitere Bilder                       | Evangelische Pfarrkirche             | Oberndorf, Braunfelser Straße 67 LageFlur: 14, Flurstück: 25/4                        | | romanische Chorturmanlage mit Walmdach und Haubenhelm, 1734 in Fachwerkweise aufgestockt, 1955/1956 Gemeindehaus im Westen angebaut | 45112 DDB  |
| Bild gesucht BW                      | Gesamtanlage                         | Oberndorf, Gesamtanlage Wolfsgasse und Weidfeldsweg Lage                              | | | 45107 DDB  |
| Tausend-Hasen-Stein                  | Tausend-Hasen-Stein                  | Oberndorf, Hüttenweg (Außerhalb der Ortslage) LageFlur: 10, Flurstück: 8              | Gedenkstein am Eisenkopf im Wald für den tausendsten Hasen, den der leidenschaftliche Jäger Fürst Ferdinand von Solms an dieser Stelle erlegte. Im oberen Bereich abgebrochen, weist der Stein in einem kassettierten Feld die Inschrift „1000. 17. Jan 1885“ auf, ein Hinweis, dass der Stein nach dem Tode des Fürsten 1873 posthum gesetzt wurde. | 1885 | 45119 DDB  |
| Wasserbehälter                       | Wasserbehälter                       | Oberndorf, Im Borngrund o. Nr. LageFlur: 5, Flurstück: 113/1                          | | | 45113 DDB  |
|                                      |                                      | Oberndorf, Jahnstraße 3 LageFlur: 4, Flurstück: 147/1                                 | | 1631 | 45114 DDB  |
| Tiefer Stollen der Grube Weidenstamm | Tiefer Stollen der Grube Weidenstamm | Oberndorf, Oberndorfer Straße 27 (Außerhalb der Ortslage) LageFlur: 1, Flurstück: 181 | | | 45120 DDB  |
|                                      |                                      | Oberndorf, Wolfsgasse 11 LageFlur: 4, Flurstück: 46/4                                 | | 1625 bis 1675 | 45115 DDB  |
|                                      |                                      | Oberndorf, Wolfsgasse 12 LageFlur: 4, Flurstück: 126                                  | | 1775 | 45116 DDB  |
|                                      |                                      | Oberndorf, Wolfsgasse 13 LageFlur: 4, Flurstück: 44/1                                 | | 1695 bis 1705 | 45117 DDB  |
| Bild gesucht BW                      |                                      | Oberndorf, Wolfsgasse 14 LageFlur: 4, Flurstück: 123                                  | | | 45118 DDB  |